# Умовний спосіб
Умовний спосіб — модальна форма української мови, спосіб дієслова, що функціонує і як кондиціоналіс, і як кон'юнктив.
Спосіб використовується в підрядних реченнях для вираження умови або мети (якби зробив, щоб робив — тут частка би зливається зі сполучником).
В умовному (в широкому розумінні) способі вживаються форми минулого, давноминулого часу, а також інфінітива: він би робив, він би був зробив, йому б робити.

## У культурі
Існує вираз «Історія не знає умовного способу» (або «не терпить умовного способу»). Він означає, що при оцінці історичних процесів недоречні міркування з використанням умовних конструкцій: «Якби це повернулося таким чином, тоді…» й аналогічних. На використанні подібних припущень заснований жанр фантастики, відомий як «альтернативна історія».